# KunstgARTen (Pasewalk)
Der KunstgARTen ist eine rund fünf Hektar große Parkanlage in Pasewalk im Landkreis Vorpommern-Greifswald in Mecklenburg-Vorpommern.
Anfang des 21. Jahrhunderts gestaltete man unter der Bezeichnung Kunst- und Kulturlandschaft Ueckeraue die Auenlandschaft entlang der Uecker. Die Gemeinde stellte eine rund fünf Hektar große Wiese zwischen der Uecker und der Bundesstraße 109 der Kunst zur Verfügung. Im Mai 2005 eröffnete sie dort den KunstgARTen, um „deutsche und internationale Gartenkultur und LebensART in einer gemeinsamen Parklandschaft erlebbar“ zu machen. In den darauf folgenden Jahren schufen Künstler mit Hilfe von Pflanzen Kunstwerke. Jolanta Wagner und ihr Ehemann Marek nutzten beispielsweise Bäume, die in der Ueckerniederung abgeholzt wurden und pflanzten sie neu ein. Ping Qiu bildete unter dem Titel Die Wege von Europa im Jahr 2006 mit Hilfe von Pflanzen und Blumen sowie alten Pflastersteinen die Landesgrenzen Europas nach.
Das Auswärtige Amt nahm den Garten in den Jahren 2005 und 2006 in die Kulturprojekte zum Deutsch-Polnischen Jahr auf. 2009 zeichnete die Initiative Deutschland – Land der Ideen das Projekt als Ausgewählten Ort aus. Der Garten ist ein Bestandteil der Art-Route Vorpommern.